# Manfred della Scala
Manfred della Scala, nascut el 1215, fou canònic de la catedral de Verona i el 1241 bisbe de la ciutat, càrrec que va exercir fins a la seva mort el 1256. Fou fill de Jacopino della Scala i germà de Mastino I della Scala i d'Albert I della Scala.